# الدوري السلوفيني لكرة القدم 1939–40
الدوري السلوفيني لكرة القدم 1939–40 هو موسم من الدوري السلوفيني لكرة القدم ‏. فاز فيه NK Železničar Maribor ‏.